# Американо-чешские отношения
Американо-чешские отношения — двусторонние дипломатические отношения между США и Чехией. 

## История
В 1989 году коммунистический режим в Чехословакии пал, а в 1993 году страна разделилась на две республики — Чехию и Словакию. Хотя правительство США поддерживало политические и экономические преобразования в Чехословакии, они были против идеи раздела этого государства на две части из-за опасений, что распад может усугубить существующую региональную напряжённость. В 1993 году Соединённые Штаты установили дипломатические отношения с Чехией и поддержали её курс интеграции в западные институты. Чешская Республика является членом Организации Североатлантического договора (НАТО) и Европейского союза (ЕС), является важным и надёжным союзником в продвижении интересов США. Эти две страны сотрудничают в целях укрепления безопасности, содействия экономическому развитию и демократическим ценностям, в защите прав человека.

## Дипломатические представительства
- США имеют посольство в Праге[1]. Временная поверенная в делах США в Чехии — Дженнифер Бахус.
- Чехия имеет посольство в Вашингтоне[2], а также генеральные консульства в Лос-Анджелесе[3], Нью-Йорке[4] и Чикаго[5]. Чрезвычайный и полномочный посол Чехии в США — Гинек Кмоничек[чеш.].

## Торговля
Между странами подписан двусторонний инвестиционный договор. Чешские власти приветствуют американские инвестиции, США является одним из главных инвесторов в экономику Чехии. Экспорт США в Чехию: автомобильные запчасти и оборудование, информационные технологии, медицинское оборудование и сельскохозяйственная продукция. Чехия участвует в программе безвизового въезда, которая позволяет гражданам стран-участниц прибыть в США без получения визы для определенных направлений деятельности или в целях туризма при проживании 90 дней или меньше.